# Personnages de la série télévisée Scream
Cet article concerne les personnages de la série télévisée. Pour les personnages de la série de films, voir Personnages de Scream.
 (février 2025).
Motif : Trop peu de source pour encadrer le sujet.
- Archive Wikiwix
- Bing
- Cairn
- DuckDuckGo
- E. Universalis
- Gallica
- Google
- G. Books
- G. News
- G. Scholar
- Persée
- Qwant
- (zh) Baidu
- (ru) Yandex
- (wd) trouver des œuvres sur Wikidata

| 1. | Préciser le motif de la pose du bandeau. | Précisez le motif de la pose du bandeau en utilisant la syntaxe suivante : {{admissibilité à vérifier\|date=juin 2025\|motif=remplacez ce texte par le motif}}                                                |
| 2. | Informer les utilisateurs concernés.     | Pensez à avertir le créateur de l'article, par exemple, en insérant le code ci-dessous sur sa page de discussion : {{subst:avertissement admissibilité à vérifier\|Personnages de la série télévisée Scream}} |

Cette liste recense les personnages de la série télévisée Scream.

## Première génération

### Principaux
Emma Duval
Elle est l'héroïne et fille de Maggie. Elle est sortie avec Will puis avec Kieran. C'est elle qui reçoit la plupart des appels du mystérieux tueur. Elle survit à la fin de la première saison. Elle sera la suspecte N°1 avec Audrey dans la deuxième saison mais se révélera être encore la cible principale du tueur. Elle survit à la fin de la deuxième saison.
« Le Tueur de Lakewood »
C'est le surnom du tueur en série masqué qui prend pour cible Emma et ses amis. Il a un malin plaisir à appeler Emma de façon anonyme pour la faire jouer à différents jeux glauques qui décideront de la vie ou de la mort d'une ou plusieurs personnes. Son identité est découverte et son lien de parenté avec Brandon James et Daisy est établi.
Maggie Duval
De son vrai nom Daisy, mère d'Emma et convoitée par Brandon James, un tueur en série dans sa jeunesse. Elle est en couple avec le Shérif Hudson jusqu'à sa mort. Elle survit à la fin de la première saison ainsi qu'à la fin de la deuxième saison.
Audrey Jensen
Elle est la meilleure amie de Noah, elle est très discrète. Bi-curieuse, elle est filmée par Nina Patterson pendant qu'elle embrasse sa petite amie Rachel. La vidéo finit sur YouTube, la forçant à faire son coming out. Elle est très affectée par la mort de Rachel et cherchera par la suite son meurtrier. Elle semblait très proche d'Emma avant. On apprend à la fin du dixième épisode qu'elle a un lien avec Piper. Elle survit à la fin de la première saison. Elle sera la suspecte numéro N°1 de la saison 2 avec Emma mais se révélera être tout aussi une victime. Elle survit à la fin de la deuxième saison et sera en couple avec Gina McLane.
Noah Foster
Il est le meilleur ami d'Audrey et complètement fan de film d'horreurs et de jeux vidéo. Il tient une boutique multimédia à Lakewood. Il sortit brièvement avec Riley avant qu'elle ne se fasse assassiner. Malgré son goût inestimable pour les films de type slashers (films avec des tueurs en séries), il est très effrayé par la situation dans laquelle lui et ses amis se trouvent. Il survit à la fin de la première saison. Il sera en couple avec Zoë Vaughn jusqu'à sa mort. Il sera capturé et enterré vivant avant d'être retrouvé par Emma et Audrey dans le dixième épisode de la deuxième saison. Il survit à la fin de la deuxième saison.
Brooke Maddox
Amie proche d'Emma, elle est en apparence très superficielle mais se révèle au fil des épisodes être une personne sensible et sincère, elle est la fille du maire Quinn Maddox. Elle sort quelque temps avec son prof, M. Branson. Jake est très attiré par elle, ils finissent ensemble à la fin du dixième et dernier épisode de la première saison. Elle survit à la fin de la première saison. Elle sera traumatisée par l'apparition du cadavre de Jake avant d'être gravement blessée à la fin de la deuxième saison, mais elle survivra à ses blessures ainsi qu'à la fin de la deuxième saison et sera en couple avec Gustavo Acosta.
Kieran Wilcox
Nouvel arrivant à Lakewood à la suite du décès de sa mère et de son beau-père, il est le fils du Shérif Hudson. Il se rapproche énormément d'Emma puis finit par sortir avec elle. Il deviendra le nouveau petit-ami d'Emma, après la mort de Will. Il est très mystérieux. Il survit à la fin de la première saison. Il se révèle finalement être le tueur dans le douzième et dernier épisode de la deuxième saison. On apprend aussi qu'il était le complice de Piper lors de la première saison. Piper et lui sortaient ensemble et c'est aussi pour cette raison qu'il tourmente Emma et Audrey lors de la deuxième saison : parce qu'elles l'ont tuée, qu'il ne leur a pas pardonné depuis et qu'il voulait venger la mort de Piper. À la fin du douzième épisode de la deuxième saison, il est vaincu par Emma et Audrey et on le voit incarcéré à la Prison de Lakewood. Dans l'épisode spécial Halloween (Partie 1), il est victime du nouveau Tueur qui lui tranche la gorge.
Will Belmont
Il est l'ex petit-ami d'Emma. Cette dernière le quitte car elle apprend qu'il a couché avec Nina. Will est quelqu'un de très impulsif mais qui sait faire la part des choses à certains moments. Il meurt la tête coupée en deux par un véhicule agricole à cause d'un piège du tueur à la fin du septième épisode de la première saison.
Shérif Clark Hudson
Shérif en chef de Lakewood, en couple avec Maggie et père de Kieran, il fera son maximum pour protéger Emma et Maggie. Il meurt le corps coupé en deux par des fils barbelés au tout début du dixième et dernier épisode de la première saison.
Zoë Vaughn
Lycéenne à Lakewood et ancienne amie proche d'Emma. Elle est le nouvel intérêt amoureux de Noah, après la mort de Riley. Elle sera victime du tueur dans le dixième épisode de la deuxième saison.
Gustavo Acosta
Fils de Miguel Acosta, le nouveau Shérif, il s'intéresse énormément aux meurtres commis en ville et aux Six Survivants de Lakewood.

### Récurrents
Jake Fitzgerald
Il est le sportif de la bande. Il est très attiré par Brooke et est le meilleur ami de Will, même s'il semble avoir des relations assez tendues avec ce dernier. Il finit par sortir avec Brooke à la fin du dixième et dernier épisode de la première saison. Il survit à la fin de la première saison. Il sera la première victime du nouveau tueur dans le premier épisode de la deuxième saison.
Piper Shaw
Podcasteuse venant à Lakewood pour enquêter sur les meurtres, elle se lie d'amitié avec Emma. Elle se révèle à Emma et Maggie comme le Tueur, ainsi que la fille de Brandon James et Maggie et donc la demi-sœur d'Emma. Elle meurt tuée à la fin de la première saison.
Brandon James
Il a commis de nombreux meurtres dans le passé et a harcelé Daisy (Maggie) car il était amoureux d'elle. Il finit par se faire tuer par la police. On apprend de la mère d'Emma que Brandon ne serait peut-être pas l'auteur de la tuerie d'il y a 20 ans et que son corps n'a jamais été retrouvé. Des années plus tard, un psychopathe commence à son tour à commettre des meurtres à Lakewood avec le masque de Brandon James. Ce détraqué se révèle être Piper, son enfant caché. La fin de la Saison 2 sous entend qu'il serait toujours en vie.
Seth Branson
Il est professeur au lycée de Lakewood. Il a brièvement une relation avec Brooke, l'une de ses étudiantes. Audrey et Noah auront de nombreuses suspicions à son propos, ce qui est dû au fait qu'ils découvrent que M. Branson a changé de nom. Il quitte Lakewood après avoir été viré du lycée à cause de l'accusation d'être le tueur et que sa relation avec Brooke ait été révélée. Il survit à la fin de la première saison. Il meurt carbonisé par le tueur dans le septième épisode de la deuxième saison.
Quinn Maddox
Il est le Maire de Lakewood et père de Brooke. Will et Jake vont le faire chanter pour se faire de l'argent grâce à une vidéo compromettante qui pourrait faire croire que le Maire aurait assassiné sa femme. Il survit à la fin de la première saison. Il est tué dans le onzième et avant-dernier épisode de la deuxième saison.
Kristin Lang
Professeur de Psychologie, elle tente de venir en aide à Emma. Elle se fait agresser par le second tueur dans le septième épisode de la deuxième saison mais survit à l'attaque. Elle survit à la fin de la deuxième saison. Dans le douzième et dernier épisode de la deuxième saison, on la voit complètement rétablie et commençant à écrire un livre en s'inspirant d'Emma et Audrey.
Miguel Acosta
Nouveau Shérif de Lakewood dans la deuxième saison. Il est le père de Gustavo.
Eli Hudson
Cousin de Kieran. Il vient habiter avec sa mère qui est la tutrice de son cousin dans la deuxième saison. Il est tué par Kieran dans le douzième et dernier épisode de la deuxième saison alors qu'il voulait protéger Emma.
Haley Meyers
Lycéenne qui fait une blague à Audrey au cinéma où elle travaille en se faisant passer pour une victime du tueur. Elle fait partie d'un groupe qui déteste Emma et les cinq autres Survivants de Lakewood à cause de la mort qui rôde dans leur sillage. On découvre qu'elle connaît l'identité du tueur qui la tue dans le neuvième épisode de la deuxième saison.

### Secondaires
Tina Hudson
Sœur de l'ancien Shérif, elle est devenue la tutrice légale de Kieran. Elle décide de venir habiter à Lakewood avec son fils, Eli. Elle tente tant bien que mal de gagner sa vie.
Tyler O'Neil
Il est le petit-ami de Nina. Il l'a aidée à poster la vidéo d'Audrey et Rachel sur YouTube. Plus tard dans la soirée, après avoir ramené Nina, le tueur va alors le décapiter et utiliser son téléphone afin de harceler Nina via SMS. Il verra sa tête projetée dans le jacuzzi, ce qui aura pour effet de terroriser Nina, qui, à son tour se fera assassiner. Tyler est la première victime du tueur et meurt au début du premier épisode de la première saison.
Nina Patterson
Elle est la petite-amie de Tyler et la « garce » du Lycée de Lakewood. Après avoir filmé Audrey et Rachel en train de s'embrasser, elle rentre chez elle, ramenée par Tyler, et décide d'aller se baigner dans son jacuzzi. Le tueur ne tarde pas à la harceler de messages et de vidéos compromettantes. Puis lorsque ce dernier lui fait savoir qu'il a tué Tyler, en balançant sa tête dans sa piscine, Nina cherchera à s'enfuir. Il la poignarde dans le dos quand elle tente de s'enfuir puis finit par l'égorger avant de la jeter dans sa piscine lors du premier épisode de la première saison. Elle réapparaît ensuite dans plusieurs flashbacks où on peut voir que cette dernière connaissait déjà Kieran.
Rachel Murray
Elle est la petite-amie d'Audrey. À la suite d'une vidéo mise en ligne sur YouTube d'elle et Audrey en train de s'embrasser, tombe dans une grave dépression qui la mène à s'auto-mutiler. Elle meurt au début du deuxième épisode de la première saison, pendue par le tueur.
Riley Mara
Jeune fille timide traînant avec Emma, Will, Jake et Brooke, elle est la petite amie de Noah dans la première saison. Tous ces meurtres la touchent beaucoup, notamment celui de Nina. Elle finit par se faire poignarder par le tueur à de nombreuses reprises dans le dos à la fin du troisième épisode de la première saison et meurt de ses blessures.
Ava Miller
Ava flirtera avec Jake lors de la soirée de Brooke bien que celui-ci se serve d'elle. Elle découvrira avec horreur le cadavre de Grayson.
Grayson Pfeiffer
Grayson est dans la classe du professeur Branson. À la fête de Brooke, Grayson se déguisera comme le tueur et terrorisera cette dernière. Il sera retrouvé par Ava Miller, égorgé dans le dixième et dernier épisode de la première saison.

### Lieux
- La série se déroule dans la ville fictive de Lakewood. Le tournage se déroule principalement en Louisiane et à La Nouvelle-Orléans où se trouve notamment l'hôtel Crescent Palms qui existe réellement et qui est utilisé dans la série comme un lieu de Lakewood.
- Les personnages de la série étudient au Lycée George Washington High School. Ce Lycée existe réellement.

## Deuxième génération

### Principaux
- RJ Cyler jouera le rôle de Deion Elliot : Deion est un virtuose du ballon de retour dans l'équipe de foot de son école. Il espère obtenir une bourse de football collégial afin de l'emmener très loin d'Atlanta mais son passé sombre remonte à la surface quand il devient la cible d'un tueur masqué.

- Jessica Sula jouera le rôle de Liv : Liv est nouvelle dans l'école et s'intègre parfaitement bien. Elle est membre de l'équipe de Cheerleader et se trouve au tableau d'Honneur, elle semble avoir la tête sur les épaules et une vie idéale mais elle finit par devenir la cible de ce tueur également. Après tout, sa vie n'est pas si parfaite. Quel(s) secret(s) peut-elle bien cacher ?

- Keke Palmer jouera le rôle de Kym : Kym est une fille rebelle, une activiste sociale, audacieuse et magnifique avec un grand cœur. Lorsqu'elle et ses amis deviennent la proie de ce tueur, elle fait tout son possible pour survivre.

- Giorgia Whigham jouera le rôle de Beth : Beth est une fille sombrement drôle et injurieuse. Elle est tatoueuse et gothique. Elle est également une fan inconditionnelle des films d'horreurs et une encyclopédie des meurtres à elle seule. Elle ne manquera pas de ressources avec un tueur dans la nature.

- Tyga jouera le rôle de Jamal : Jamal est le demi-frère de Deion et bien qu'il traîne avec une foule agitée, il a un grand cœur et une loyauté indéfectible pour Deion.

- C.J. Wallace jouera le rôle d'Amir : Amir est un bon garçon avec des parents très strictes qui exigent de lui aucune relation avec des filles et qu'il rejoigne l'entreprise familiale. Seulement Amir a un rêve caché et celui-ci est de faire de la musique. Le jour où il devient la cible du tueur, il remet en question son futur et réalise qu'il va devoir courir après ses rêves, surtout s'il veut survivre.

- Giullian Yao Gioiello jouera le rôle de Manny : Manny est ouvertement gay et fidèle à l'excès. Il est habituellement la personne la plus intelligente dans la salle et est destiné à accomplir de grandes choses. Mais son intelligence est mis à l'épreuve lorsqu'il se retrouve dans la ligne de mire d'un tueur. Son unique but sera de survivre à ses attaques tout en essayant de survivre à l'école secondaire. Autant dire que c'est impossible.

- Tyler Posey jouera le rôle de Shane : Shane est un décrocheur scolaire. Il est trafiquant de drogue et se démène toujours pour se faire de l'argent. Profit ou survie, il devra faire un choix.